# 2009년 두산 베어스 시즌
2009년 두산 베어스 시즌은 두산 베어스가 KBO 리그에 참가한 11번째 시즌이며, OB 베어스 시절까지 합하면 28번째 시즌이다. 김경문 감독이 팀을 이끈 6번째 시즌이며, 김동주가 주장을 맡았다. 팀은 8팀 중 정규시즌 3위에 오르며 3년 연속으로 포스트시즌에 진출했다. 이후 준플레이오프에서 롯데 자이언츠를 3승 1패로 꺾었으나, 플레이오프에서 SK 와이번스에게 리버스 스윕을 당하며 2승 3패로 탈락해 최종 3위로 마무리했다.

## 코치
- 김광수, 김태형, 김광림, 윤석환, 김민호, 강인권

## 타이틀
- ALL WBC TEAM: 김현수 (지명타자)
- 월드 베이스볼 클래식 은메달: 김민호(코치), 이재우, 임태훈, 고영민, 이종욱, 김현수
- BA 유망주 랭킹: 김현수 (19위)
- 야구 월드컵 국가대표: 노경은, 허경민
- 국제야구연맹 올해의 주니어 선수: 성영훈
- KBO 골든글러브: 손시헌 (유격수), 김현수 (외야수)
- KBO 신인상: 이용찬
- 일구상 신인상: 고창성
- 일구상 프로지도자상: 윤석환
- 조아제약 프로야구대상 최고구원투수상: 이용찬
- 조아제약 프로야구대상 신인상: 홍상삼
- 조아제약 프로야구대상 조아바이톤상: 김현수
- 스포츠토토 올해의 신인상: 이용찬
- 준플레이오프 MVP: 김동주
- 올스타 선발: 김현수 (외야수), 이종욱 (외야수)
- 올스타전 추천선수: 임태훈, 홍상삼, 최승환, 김동주
- 올스타전 감투상: 최승환
- 스포츠조선 선정 부상 선수 올스타: 고영민 (2루수), 김동주 (3루수), 이종욱 (중견수)
- 스포츠조선 선정 프로야구 루저팀: 이종욱 (중견수)
- 컴투스프로야구 두산 베어스 베스트 라인업: 김현수 (좌익수)
- 컴투스프로야구2022 타이틀홀더 라인업: 고창성 (구원투수), 김현수 (좌익수)
- 컴투스프로야구 내일은 국가대표 라인업: 김현수 (좌익수)
- WAR: 김현수 (7.37)
- 공격 WAR: 김현수 (7.59)
- 출장(타자): 김현수 (133)
- 안타: 김현수 (172)
- 루타: 김현수 (284)
- OPS: 김동주 (1.048)
- 세이브: 이용찬 (26)
- 멀티히트: 김현수 (52)
- 추정 득점: 김현수 (116.2)
- 구원승: 임태훈 (11)
- 터프세이브: 이용찬 (5)
- 병살 처리: 손시헌 (100)
- 견제 아웃: 김태영 (3)

### 퓨처스리그
- 퓨처스 올스타전 감투상: 박건우
- 퓨처스 올스타: 박민석, 조승수, 허경민, 박건우
- 세이브: 오현택 (10)

## 선수단
- 선발투수 : 니코스키, 김선우, 홍상삼, 세데뇨
- 구원투수 : 임태훈, 고창성, 이재우, 김태영, 정재훈, 금민철, 오현택, 진야곱, 지승민, 박정배, 유희관, 성영훈, 원용묵, 김성배, 김명제
- 마무리투수 : 이용찬, 노경은, 박민석, 조승수
- 포수 : 김진수, 최승환, 채상병, 용덕한
- 1루수 : 오재원
- 2루수 : 고영민, 김재호, 최주환
- 유격수 : 손시헌, 이대수
- 3루수 : 김동주, 이원석
- 좌익수 : 김현수
- 중견수 : 이종욱, 정수빈, 박건우
- 우익수 : 임재철, 민병헌
- 지명타자 : 최준석, 유재웅, 이성열, 왓슨

## 여담
- 박건우는 KBO 퓨처스리그 올스타전 사상 첫 감투상 수상자가 되었다.
- 이 시즌 팀은 희생 번트 26회에 그쳐 KBO 리그 사상 단일 시즌 최소 희생 번트를 기록했다.
- 7월 16일 삼성 라이온즈와의 경기에서 양 팀 합산 22개의 볼넷이 나와 KBO 리그 사상 한 경기 최다 볼넷 경기가 되었다.
- 이 시즌은 KBO 리그 사상 15번째로 규정 이닝 충족 투수 전원이 양수 WAR을 기록한 시즌이다. 이 중 가장 WAR이 낮았던 김선우는 WAR 1.47을 기록했다.
- 고창성은 포스트시즌에서 3루타 3개를 맞아 KBO 리그 역대 단일 포스트시즌 최다 피3루타 기록을 세웠다.
- 랜들은 이 시즌을 끝으로 KBO 리그를 떠나 KBO 리그 외국인 투수 통산 포스트시즌 최다승(5) 기록을 세웠다.

## 같이 보기
- 2010년 두산 베어스 시즌